# Iveco M1100
L'IVECO M1100, aussi connu en Italie sous le label ASTRA SMH 88.50, est un camion militaire transporteur de char, fabriqué par IVECO D.V., la filiale défense du groupe italien IVECO à partir de 2003. C'est un camion tactique en configuration 8x8, spécialement conçu à des fins militaires et contrairement à la plupart de ses concurrents, ce n'est pas une version militarisée d'un camion commercial civil.

## L'IVECO M1100
L'IVECO M1100 était, jusqu'en 2016, le véhicule le plus lourd au sommet de la gamme IVECO de camions tactiques, qui comprend les modèles 4x4 (Iveco M170), 6x6 (M250, 8x8 M320 et, depuis 2016, le nouveau 8x8 extra lourd M1250). C'est une gamme de camions à haute mobilité, éprouvés au combat, qui a été conçue pour offrir la protection et la mobilité maximale pour répondre aux applications logistiques militaires. Ces véhicules permettent un passage à gué non préparé de 850 mm et jusqu'à 1,2 m avec préparation. Ils circulent dans les conditions climatiques les plus hostiles, de -32°C à +49°C.
L'Iveco M1100 transporteur de char n'est disponible qu'en une seule longueur d'empattement 1.995 + 3.500 + 1.450 millimètres. La capacité de charge utile est énorme et peut atteindre 70 tonnes.
Ce véhicule a été conçu spécialement pour remorquer des chars de combat principaux, des obusiers automoteurs et autres charges lourdes vers les lignes de front. Le M1100 est un véhicule tactique avec des performances tout-terrain remarquables. Il ne se limite pas aux routes revêtues mais est aussi à l'aise sur piste ou sur terrains accidentés pour remorquer des chars de combat principaux, tels que l'Ariete C1 italien.
Ce camion est construit sur un châssis fortement modifié du camion tactique 8x8 Iveco M320. Un grand nombre de composants sont similaires dans la gamme IVECO de camions militaires tactiques dans ses configurations 4x4, 6x6 et 8x8 pour faciliter la maintenance de cette gamme modulaire, ils proviennent de la gamme lourde Iveco EuroTrakker. Cependant, le transporteur de chars M1100 a été amélioré pour remorquer de très lourdes charges.
Le camion tracteur Iveco M1100 est homologué pour un poids total combiné de 110 tonnes mais le poids techniquement admissible est de 130 tonnes. Il peut normalement tracter des semi-remorques avec des charges d'environ 70 tonnes, comme des chars d'assaut.
Ce transporteur de chars est équipé d'une cabine militaire blindée spécialement conçue. Cette cabine peut accueillir le conducteur et jusqu'à trois passagers. Il y a des couchettes pour le conducteur et le copilote. La cabine blindée est inclinée vers l'avant pour l'accès et l'entretien du moteur. Un kit de blindage supplémentaire peut être installé sur la cabine, il offre une protection contre les tirs d'armes légères et les éclats d'obus d'artillerie.
Ce transporteur de chars est équipé d'un moteur diesel Iveco 8210 de 13,8 litres turbocompressé, développant 500 ch. Il répond aux exigences d'émissions Euro 2. Le tracteur chargé peut atteindre une vitesse de pointe de 80 km/h. Le moteur est couplé à une transmission semi-automatique à 16 rapports. Il dispose d'une transmission intégrale permanente, d'un système de gonflage centralisé des pneus et de deux treuils de chargement d'une capacité de traction de 25 tonnes.
Tous les camions de la série IVECO M170 - M250 - M320 & M1100 sont équipés de cabines militaires type Astra spécialement conçues qui, outre le conducteur, peuvent accueillir 3 passagers et disposent de couchettes. Les cabines sont protégées contre les mines antipersonnel, les tirs d'armes légères et les éclats d'obus d'artillerie.
Le véhicule est doté d'une protection balistique et anti-mines à la protection iED intégrée Stanag 4569.

## Pays utilisateurs
- Italie
- Iveco ne dévoile jamais la liste de ses clients si ceux-ci ne le font pas.

L'Iveco M1100 a été fabriqué de 2003 à 2015 puis remplacé, en 2016, par un nouveau modèle, le géant Iveco M1250.